# 蘇拉日
53°01′N 32°24′E / 53.017°N 32.400°E
蘇拉日（俄语：Сура́ж）是俄羅斯布良斯克州西部的一個城市，位於伊普季河畔，距布良斯克西南177公里。2002年人口12,046人。
17世紀首見於文獻，1781年設市。1791年改稱現名。